# Platycleis concii
Platycleis concii är en insektsart som beskrevs av Galvagni 1959. Platycleis concii ingår i släktet Platycleis och familjen vårtbitare. Inga underarter finns listade i Catalogue of Life.

## Bildgalleri

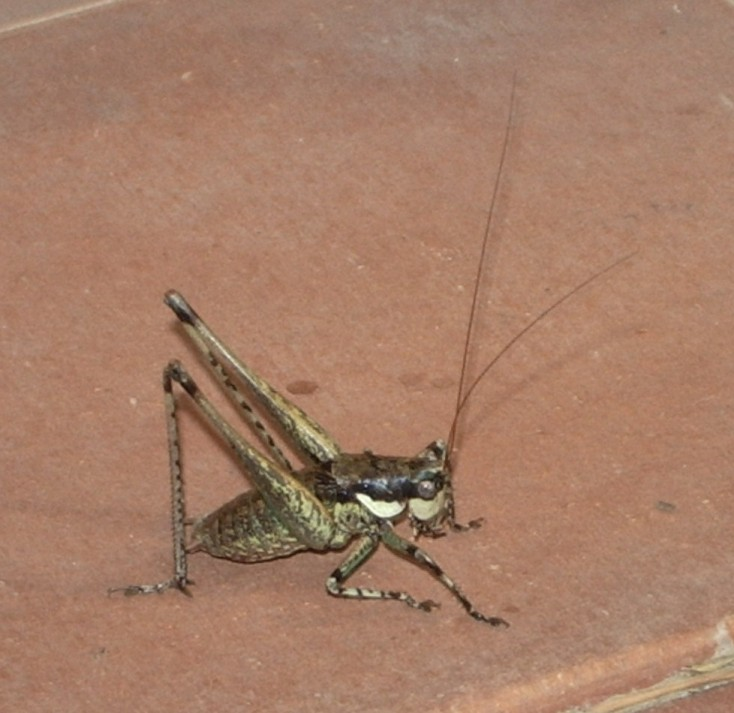